# اسپیس چنل ۵ وی‌آر: کایندا فانکی نیوز فلش
اسپیس چنل ۵ وی‌آر: کایندا فانکی نیوز فلش (به انگلیسی: Space Channel 5 VR: Kinda Funky News Flash) یک بازی در سبک موزیک ویدئو است که توسط گروندینگ اینک توسعه‌یافته و در سال ۲۰۲۰ منتشر گردیده‌است. 